# Nyctalus aviator
Nyctalus aviator е вид бозайник от семейство Гладконоси прилепи (Vespertilionidae). Видът е почти застрашен от изчезване.

## Разпространение
Разпространен е в Китай, Северна Корея, Южна Корея и Япония.